# Sulfur de calci
El sulfur de calci, CaS, és un compost inorgànic iònic sòlid format per cations calci, Ca2+, i anions sulfur, S2−. Es presenta en forma de cristalls de color blanc amb una certa tonalitat groga. És un compost higroscòpic. La seva estructura cristal·lina és cúbica, com la del clorur de sodi. Com els altres sulfurs té una olor de sulfur d'hidrogen, H₂S, deguda a la hidròlisi que experimenta en contacte amb l'aigua. El sulfur de calci es descompon en contacte amb l'aigua, incloent la humitat present en l'aire donant lloc a hidròxid de calci i sulfur d'hidrogen:
CaS + 2 H₂O → Ca(OH)₂ + H₂S
El CaS es produeix per reducció amb carbó del sulfat de calci:
CaSO₄ + 2 C → CaS + 2 CO₂
que pot seguir reaccionant donant òxid de calci i diòxid de sofre:
3 CaSO₄ + CaS → 4 CaO + 4 SO₂